# Evolución de la población española en la época precensal
Se identifica con el denominado ciclo demográfico antiguo o preindustrial, caracterizado por la alta mortalidad y alta natalidad que permitieron un débil crecimiento con fluctuaciones recurrentes (decrecimiento y crecimiento demográfico), incluyendo verdaderas crisis demográficas debidas a episodios de mortalidad catastrófica.
La demografía de España en esta época carece de censos de población modernos y fiables, que se esbozarían a finales del siglo XVIII y se afianzarían a mediados del siglo XIX.
La utilización de los términos "España" y "español" es habitual en los estudios de demografía histórica, incluso para épocas en que solamente pueden tener un valor de indicativo geográfico para la península ibérica, no de identidad nacional.
| Evolución de la población española en época precensal                                                                             |
| --- |
| |
| Eje vertical en miles de habitantes, eje horizontal, años d. C. — Sobre las barras, cifra de población en millones de habitantes. |

Hasta la Edad Moderna, las cifras de este gráfico consideran de forma conjunta toda la península ibérica. Desde 1500, excluyen la población de Portugal (que osciló entre un millón y un millón doscientos mil habitantes en el siglo XVI y primera mitad del XVII), pero se indica gráficamente entre 1500 y 1650 la altura que alcanzaría la suma de esas cantidades a las de los otros reinos peninsulares (entre 1580 y 1640 el reino de Portugal formó parte de la Monarquía Hispánica).
Las cifras anteriores al siglo XVII son altamente especulativas, y sólo deben entenderse como una indicación de las tendencias seculares de crecimiento o decrecimiento; con un máximo en el entorno de cinco millones de habitantes (una densidad de diez habitantes por kilómetro cuadrado). Las cifras entre 1600 y 1700 son una ponderación entre las fuentes historiográficas (mínimos de Nadal y Fernández Álvarez, máximos de Le Flem y Fernández de Pinedo).
Las fechas a partir de 1717 son las de las fuentes pre-censales contemporáneas, citadas en las secciones correspondientes de este artículo.

## Prehistoria
Si sobre los tiempos preestadísticos no se pueden hacer más que conjeturas sujetas a un alto grado de error, la evaluación de la población en época prehistoria es todavía más imprecisa, y únicamente puede hacerse mediante técnicas de estudio indirectas.
España ha estado poblada por el género Homo desde el Paleolítico inferior, cuando se datan los restos más antiguos del yacimiento de Atapuerca, uno de los más significativos de la paleoantropología mundial. La peculiar configuración ecológica de la península ibérica la hicieron ser un reservorio clave para la persistencia del hombre de Neandertal, y quizá (está sujeto a debate) uno de los lugares donde se produjo el contacto entre sus últimas poblaciones y las primeras del hombre moderno, ya en el Paleolítico superior. Luis Pericot calculó 10 000 habitantes para el Musteriense (Paleolítico medio) y de unos 30.000 para el Magdaleniense (Paleolítico superior), lo que supondría triplicar la población en decenas de miles de años, una tasa de crecimiento muy baja (del orden del 0,005 por mil, cien veces inferior al estimado para las poblaciones preindustriales). Incluso una cifra tan baja como el 0,05% supone duplicar la población en 1.390 años y multiplicarla por 148 en 10 000 años. La expansión geográfica de Homo sapiens (que salió de África hace entre 60.000 y 100.000 años y ocupó la totalidad de la parte habitable del Viejo Continente hace 40.000 años) tuvo que hacerse con tasas de ese orden, y muy superiores en el corto plazo (puesto que los periodos de mortalidad catastrófica, que llegaban a extinguir a grupos enteros, debían ser frecuentes). Aunque en perspectiva actual parezca que tal población está prácticamente estancada, en una escala de miles de años, la propia de la época, tal crecimiento supuso una verdadera explosión demográfica con consecuencias ecológicas de alto impacto en el entorno (entre otras, la extinción de sus competidores -las demás especies de Homo-).
Tras un Mesolítico en que la población debió sufrir las transformaciones climáticas del Holoceno (final de las glaciaciones), detectándose una retirada hacia zonas de más fácil acceso a los menguantes recursos alimentarios (marisqueo en la costa cantábrica), desde el V milenio a. C. el Neolítico y su drástico cambio cultural (agricultura y ganadería) supuso un crecimiento demográfico, tanto por el crecimiento vegetativo (quizá debido a la reducción del intervalo intergenésico) como por la posible llegada de poblaciones provenientes de las zonas de más temprano desarrollo cultural (el Mediterráneo oriental). Estos contactos se intensificaron en la Edad de los Metales, cuando las primeras civilizaciones comenzaron a buscar en el extremo occidente riquezas mineras como el cobre y el estaño. Desde el centro de Europa se extendió a la Península la cultura de los campos de urnas.

## Protohistoria, colonizaciones e Hispania romana
Los pueblos colonizadores (fenicios, griegos y cartagineses) se asentaron en enclaves de la costa mediterránea desde comienzos del I milenio a. C.; mientras que los celtas se introdujeron en el centro, oeste y norte peninsular. Tanto la emigración como el desarrollo endógeno debieron hacer aumentar la densidad de población en las zonas de mayor desarrollo agropecuario y en los nudos de las rutas comerciales.
Las descripciones protohistóricas, protogeográficas o corográficas de Heródoto, Diodoro Sículo, Artemidoro de Éfeso, Estrabón, Pomponio Mela, Plinio el Viejo, Apiano, Claudio Ptolomeo o Avieno, periplos e itinerarios como el de Antonino, y las fuentes epigráficas, solo pueden proporcionar una más o menos rudimentaria nómina y ubicación de colonias costeras, pueblos prerromanos y sus núcleos de población; así como datos cualitativos más o menos valiosos, como detalles sobre la intensividad o extensividad de las prácticas agropecuarias en unas u otras zonas, o sobre la inmensidad de los bosques. Sobre este extremo hay una anécdota famosa, pero posiblemente apócrifa, según la cual una ardilla podía cruzar sin tocar el suelo la piel de toro (esa comparación del perfil cartográfico de la península, sí que es de Estrabón). Otras citas hay que parecen indicar lo contrario.

Cetero montes Hispaniarum, aridi sterilesque et in quibus nihil aliud gignatur, huic bono fertiles esse coguntur.
Por lo demás, los montes de las Hispanias, áridos y estériles y en los que ninguna otra cosa crece, no tienen más remedio que ser fértiles en esta buena clase [se refiere al oro]
Plinio el Viejo, Naturalis Historia XXXIII, 67.

Los datos paleobotánicos y paleozoológicos de distintas zonas permiten hacer algunas reconstrucciones de ecosistemas que debieron ser muy variados y distintos de los actuales (paradójicamente, una Galicia menos boscosa que en la actualidad -la cultura de los castros implicaría grandes zonas aclaradas- y un valle del Guadalquivir con grandes extensiones forestales hoy exóticas); mientras que en la meseta, valle del Ebro y zona mediterránea no podrían darse masas forestales continuas, dada la persistencia de especies xerófilas y adaptadas a espacios abiertos -como los conejos que dan nombre a Iberia-). Es imposible determinar con tales datos ninguna cifra de población, pero sí estimarla por comparación: si la densidad de población era diez veces inferior a la de la actualidad (comienzos del siglo XXI), sería de unos 8 habitantes por kilómetro cuadrado, lo que supondría unos cuatro millones de habitantes.
Más evidente es el alto grado de urbanización que se alcanzó en la época romana, tanto a partir de la implantación del modo de vida urbano a la romana en los núcleos anteriores, fueran colonias o poblados indígenas, como de la creación de núcleos nuevos, algunos consolidados a partir de los campamentos romanos (en torno a los cuales se fue asentando la población indígena, sobre todo en el cuadrante noroeste, donde la urbanización era menor), otros como colonias de veteranos (más al sur y al este), o fundadas con otros propósitos. También algunas ciudades prerromanas se destruyeron o abandonaron (Numancia, Ullastret, Castro de Ulaca).
Véase la enumeración de ciudades en el pie de imagen.

Relicto utpote pacata regione valido praesidio, Scipio milites omnes vulneribus debiles in unam urbem compulit: quam ab Italia Ilalicam nominavit, patria fuit Traiani et Hadriani.

Escipión, después de darles un pequeño ejército adecuado a un asentamiento pacífico, estableció a los soldados heridos en una ciudad que llamó Itálica, que toma el nombre de Italia. Es la patria de Trajano y Adriano.
Apiano, De Bellis Hispaniae (en el griego original, Iberiké), 38.

No obstante, la tasa de urbanización no pudo superar el 9% que se calcula para la totalidad del Imperio romano.
Una cuestión clave sería dilucidar si el proceso de conquista romana de Hispania y la romanización posterior supusieron un descenso o un incremento de población. Dependerá de si fueron mayores las pérdidas de población debidas a la guerra y destrucción de las formas de vida anteriores, sustituidas, parcial o totalmente por las estructuras socioeconómicas del modo de producción esclavista; o el incremento debido a la inmigración y asentamiento de veteranos del ejército o comerciantes originarios de todo el Imperio romano (italianos, norteafricanos, judíos, etc.) De haberlo, el crecimiento vegetativo solo pudo ser muy débil (la fecundidad, la mortalidad infantil o la esperanza de vida no tuvieron por qué ser más favorables que en periodos anteriores), y únicamente pudo mantenerse hasta el siglo II, pues en el siglo III comenzó una crisis secular. Cualquier cifra es especulativa, pero hay que tener en cuenta lo que suponen las dimensiones temporales: un uno por mil de crecimiento anual medio, en doscientos años supondría un 22% de crecimiento en una población.
La península ibérica fue escenario de las primeras epidemias documentadas en el Mediterráneo occidental, a finales del siglo II. Durante el siguiente siglo comenzaron las invasiones de los pueblos germánicos y las sublevaciones campesinas denominadas bagaudas; y, tras el intervalo de relativa prosperidad del siglo IV (en el que se desarrollaron las numerosísimas villae que estudia la arqueología), ambos procesos se reanudaron en el siglo V. La sociedad y la economía se ruralizaron, y el clima de violencia e inseguridad tuvo que afectar a la demografía con un descenso de la población (aunque es imposible tener datos, la mortalidad debió aumentar y la natalidad debió disminuir -por descenso de la nupcialidad y la fecundidad-).

## Edad Media

### Reino visigodo
Los bárbaros se desparraman furiosos por las Españas, y el azote de la peste no causa menos estragos, el tiránico exactor roba y el soldado saquea las riquezas y las vituallas escondidas en las ciudades; reina un hambre tan espantosa, que obligado por ella, el género humano devora carne humana, y hasta las madres matan a sus hijos y cuecen sus cuerpos para alimentarse con ellos. Las fieras aficionadas a los cadáveres de los muertos por la espada, por el hambre y por la peste, destrozan hasta a los hombres más fuertes, y cebándose en sus miembros, se encarnizan cada vez más para destrucción del género humano.
Hidacio, Chronicon.

Entre la primera mitad del siglo V (foedus del 418) y comienzos del siglo VI (batalla de Vouillé, 507) se asentó en Hispania el pueblo visigodo, cuyos efectivos se suelen estimar en doscientos mil como máximo (un cinco por ciento de la población hispanorromana). Previamente se había producido la entrada de suevos, vándalos y alanos, de los que sólo los primeros se establecieron con carácter definitivo (en el noroeste), y su número sería de unos treinta y cinco mil. Es poco probable que hubiera crecimientos sostenidos de la población a pesar de la inmigración germánica y de un posible incremento de la natalidad, al hacerse la nupcialidad más temprana y universal; dado que la mortalidad debió ser también muy alta. Es difícil saber en qué medida eran comunes las prácticas de aborto, infanticidio y exposición; pero es significativo que tanto el Concilio de Toledo del 589 como el Liber Iudicorum del 654 condenaran expresamente estas prácticas. Muy escasas fueron las ciudades de nueva fundación (Victoriacum y Recópolis).
En la segunda mitad del siglo VI grandes epidemias diezmaron la población: la peste bubónica en el 542, el 588, y entre el 687 y el 702; y la viruela hacia el 570. Muy posiblemente a comienzos del siglo VIII, en vísperas de la invasión musulmana, la población de la península ibérica no alcanzara ni siquiera el nivel del inicio de la época romana.

### Al-Ándalus y reinos cristianos
La península ibérica fue la única zona de Europa ocupada por los musulmanes de manera permanente durante el medievo; pero tal hecho no debe exagerarse desde el punto de vista demográfico: los invasores musulmanes que llegaran en las expediciones entre el 711 y el 756 no debieron pasar de sesenta mil. Más que un aporte de población efectiva, supusieron un incremento de la heterogeneidad étnica (árabes de distintas adscripciones tribales, sirios, egipcios y, sobre todo, bereberes). Una mayor presencia de bereberes se consolidó con la organización del ejército de Almanzor, a finales del siglo X. Posteriormente, con las invasiones almorávide y almohade de los siglos XI y XII, llegarían más contingentes norteafricanos, pero siempre fueron una minoría sobre los muladíes (musulmanes de origen hispanorromano-visigodo). El aporte poblacional afroasiático a consecuencia de las sucesivas invasiones islámicas de la península no superaría el 10%, y todo ello en un lapso que va desde principios del siglo VIII hasta mediados del XIII. Otros colectivos étnico-religiosos definidos eran los mozárabes (los hispanorromano-visigodos que continuaron en las zonas de dominio musulmán, pero mantuvieron la religión cristiana), los judíos y los denominados saqaliba ("eslavos", procedentes de Europa oriental y central, llegados a través del tráfico de esclavos). Los mozárabes del sur peninsular emigraron masivamente a los reinos cristianos del norte en sucesivas coyunturas en que sufrieron persecución, hasta desaparecer prácticamente de la España musulmana el siglo XII (época en la que los reinos cristianos ya alcanzaban los valles de Tajo y Ebro).
El crecimiento vegetativo en Al-Ándalus pudo ser más o menos importante, pero las periódicas crisis políticas y guerras implicaban, más que grandes mortalidades, masivos desplazamientos de población.
En los reinos cristianos del norte, el proceso secular de Reconquista llevó asociado el concepto de repoblación. Los habitantes que se refugiaron en los valles del norte (cordillera Cantábrica y Pirineos) tras la invasión musulmana pudieron ser unos 500.000, una auténtica superpoblación para la zona y sus recursos. Esta situación provocó las primeras campañas de reconquista-repoblación ya en el siglo VIII, para ocupar mediante presura las tierras de frontera. Para el siglo X se había ocupado hasta la ribera norte del Duero en el núcleo occidental (reino astur-leonés) y hasta el Llobregat en el núcleo oriental (Cataluña la Vieja), mientras que el Reino de Navarra y los condados pirenaicos centrales (futuro Reino de Aragón) encontraron muchas más dificultades para su expansión, dada la mayor presencia musulmana en el valle del Ebro.

villas y castillos tengo — todos a mi mandar son,
dellos me dexó mi padre — dellos me tenía yo;
las que me dexó mi padre — poblélas de ricos hombres,
las que me ganara yo — poblélas de labradores;
quien no tenía más de un buey — dábale otro, que eran dos;
todos los días del mundo — por mí hacen oración:
no lo hacen por el rey, — que no lo merece, nó.
Romance Buen Conde Fernán González.

La España musulmana fue una civilización urbana, que recuperó la vitalidad de las ciudades romanas e incluso creó algunas de nueva fundación, como Madrid, Cuenca, Badajoz, Calatrava, Pechina-Almería o Murcia. No obstante, la mayor parte de la población no vivía en grandes ciudades, sino en una gran cantidad de núcleos rurales de todos los tamaños, cuyo número se expandió notablemente y que han dejado su huella en la toponimia española (al-munyah -Almunia-, al-qarya -Alquería-, al-qalat -Alcalá-, al-qasr -Alcázar-, al-madinat -Medina, Almedina-, al-rabad -Arrabal-). El tamaño y la magnificencia de las mayores ciudades llegó a ser impresionante, especialmente la Córdoba califal (que llegó a superar los cuatrocientos mil habitantes, convirtiéndose en una de las mayores del mundo hacia el año 1000). Las ciudades de los reinos cristianos fueron mucho más pequeñas en comparación (apenas unos centenares de habitantes ya configuraban un núcleo urbano), hasta que la Reconquista llegó a Toledo, Zaragoza, Sevilla o Valencia.
Desde mediados del siglo XI y hasta el XIII, la Reconquista avanzó sobre territorios de importante población musulmana (valle del Tajo, valle del Ebro, llanura litoral valenciana, valle del Guadalquivir y valle del Segura), haciendo que la población de los reinos cristianos se convirtiera en un complejo mosaico étnico, al que se añadió incluso una considerable inmigración procedente de la Europa transpirenaica. La repoblación de estas zonas corrió a cargo, entre el Duero y el Tajo, de poderosos concejos dotados de fuero que se rodeaban de un alfoz rural (comunidades de villa y tierra, como Salamanca, Ávila, Segovia, Madrid, Toledo, Zaragoza, Cuenca o Teruel); más al sur, entre el Tajo y Sierra Morena (Extremadura, La Mancha y el Maestrazgo -una zona menos poblada, que requería de aprovechamiento extensivo-), la repoblación se confió a las órdenes militares; mientras que el valle del Guadalquivir y el Levante fue objeto de repartimientos entre familias nobles e instituciones eclesiásticas.
La emigración cristiana de norte a sur provocó la despoblación de ciertas zonas de las montañas cantábricas y la cuenca del Duero, con la notable excepción de las ciudades beneficiadas por el establecimiento de rutas comerciales (cañadas de la Mesta y la Casa de Ganaderos de Zaragoza, red de ferias -Medina del Campo, Medina de Rioseco, Villalón-) y el Camino de Santiago, una zona pacificada y de pujante desarrollo, donde se asentó una numerosa y cosmopolita población en la que destacaban los conocidos como francos (denominación que se daba a cualquier emigrante transpirenaico). La pujanza de la vida urbana determinó la representación de determinadas ciudades a las que se concedió voto en Cortes.
En las tierras conquistadas permaneció un gran número de musulmanes (llamados mudéjares), especialmente numerosos en el Reino de Valencia y el Reino de Murcia. La mayor parte de los del valle del Guadalquivir fue expulsada tras la rebelión mudéjar de 1264, y pasó a engrosar la población del Reino de Granada.
Los judíos llegaron a constituir una población muy numerosa (cien mil solo en la Corona de Castilla en 1291 -Padrón de Huete-), repartidos en unas trescientas juderías (las más pobladas en Toledo, Sevilla, Murcia, Burgos, Zaragoza, Barcelona y Valencia), que sufrieron una drástica reducción con la revuelta de 1391.
En el período 750-1100 la población peninsular no debió de superar los cuatro millones de habitantes, con muy distintas densidades de población: alta en los valles del Guadalquivir, Tajo, Ebro y Levante, y desproporcionada para sus recursos en las montañas del norte, mientras que la mayor parte de la Meseta tendría muy bajas densidades.
Los siglos XII y XIII pudieron significar un ligero pero continuado crecimiento vegetativo además de un saldo migratorio positivo. La toponimia recoge los numerosos lugares llamados Villanuevas, Pueblas y Burgos, gran parte de ellos fundados en esta época. A finales del siglo XIII, coincidiendo con el periodo climático denominado "óptimo medieval", la expansión socioeconómica permitió a la población alcanzar su máximo histórico.
La crisis del siglo XIV supuso un fuerte descenso de la población (entre un tercio y un cuarto), mientras que a partir del siglo XV se produce una cierta recuperación. La peste negra significó sucesivas y continuas epidemias desde 1348 hasta 1400. La primera se detecta en 1348 y dura hasta 1350, y afectó principalmente a Andalucía y la Corona de Aragón. La gran mortandad produjo una crisis de subsistencia, al dejar los campos sin gran parte de la fuerza de trabajo. Al hambre se sumó el incremento de la conflictividad social y las guerras civiles. En zonas de Aragón se produjo la huida de población con motivo de la guerra de 1462-1472.

## Edad Moderna
La correlación existente entre la serie de precios de trigo en Castilla la Nueva, recogida por Hamilton (1497), y la serie de defunciones anuales en Madrid pone de manifiesto que el número de muertos aumentaba en los años o etapas de carestía en que subía el precio del trigo. Pero el aumento de las defunciones, paralelo al aumento de expósitos que ingresaban en la Inclusa y de enfermos que se registraban en los hospitales, no era siempre proporcional  la intensidad de la crisis agrícola castellana, sino a la gravedad que revestían las dificultades de abastecimiento de la Corte en ciertas fechas, ya que los problemas de abastecimiento se agravaban cuando, además de una cosecha escasa, la crudeza del clima dificultaba los transportes o la escasez de mulas hacía subir el importe del acarreo.

### 1492: los Reyes Católicos

La "España de los cinco reinos" se mantuvo con pocos cambios en esas fronteras entre 1250 y 1492. La incorporación de Granada y Navarra a Castilla (en 1492 y 1512 respectivamente) y la inclusión de Castilla y Aragón en el imperio de Carlos V (1516) conformó un conjunto de reinos que, si bien carecían de una verdadera unidad nacional, eran percibidos como una entidad conjunta en las relaciones internacionales. La denominación de "España" era de uso generalizado, así como la de "reino de España" desde Felipe II (1556, aunque institucionalmente no se concretó hasta el -la constitución de 1812 utiliza la expresión monarquía española, nación española y reino de las Españas-). La unión con Portugal (1580) solo se mantuvo sesenta años (hasta 1640). Frecuente uso historiográfico tienen las denominaciones, más genéricas, de Monarquía Católica, Monarquía Hispánica o Imperio español.

En el año 1492 coincidieron tres hechos de trascendencia histórica y demográfica:
La conquista de Granada supuso la salida de un importante contingente hacia el norte de África, pero la mayor parte de su población permaneció. Los musulmanes fueron obligados a convertirse entre 1501 y 1525, dando origen al colectivo denominado morisco (unos 325.000 a comienzos del siglo XVII).
La expulsión de los judíos de España afectó a un número no precisado (entre 50.000 y 150.000), muchos de los cuales (quizá unos cincuenta mil) retornó en los años siguientes. Posiblemente la mayor parte de los judíos castellanos salieron a Portugal, de donde también fueron expulsados en 1497 o al Reino de Navarra de donde lo fueron en 1498. Se crearon comunidades de judíos sefardíes ("españoles") en el norte de África, Italia, el Imperio turco y los Países Bajos de los Habsburgo. Desde la revuelta antijudía de 1391 se venían produciendo conversiones que dieron origen al grupo social denominado cristiano nuevo (cuyo número se calcula en unos 300.000 al final del siglo XV).
El descubrimiento de América supuso, por primera vez en la historia, la apertura de una vía para la emigración española que se mantuvo durante siglos.
La población peninsular de la segunda mitad del siglo XV debió de haber recuperado ya las cifras del máximo medieval anterior a la crisis del siglo XIV; aunque con un significativo predominio demográfico de Castilla, tanto en términos absolutos (habitantes) como relativos (densidad de población).
| Entidad política   | Superficie (km²) | Habitantes |
| ------------------ | ---------------- | ---------- |
| Corona de Castilla | 355.000          | 4.200.000  |
| Corona de Aragón   | 110.000          | 850.000    |
| Reino de Portugal  | 88.000           | 1.000.000  |
| Reino de Granada   | 30.000           | 300.000    |
| Reino de Navarra   | 11.700           | 120.000    |

Paréceme que puede que aya en ellos [los reinos de la Corona de Castilla] un cuento e quinientos mill vezinos poco más o menos.
Apuntamiento de Quintanilla, Alonso de Quintanilla, ca. 1493.

### SigloXVI
Mi madre también tenía muchas virtudes y pasó la vida con grandes enfermedades. Grandísima honestidad. Con ser de harta hermosura, jamás se entendió que diese ocasión a que ella hacía caso de ella, porque con morir de treinta y tres años, ya su traje era como de persona de mucha edad. Muy apacible y de harto entendimiento. Fueron grandes los trabajos que pasaron el tiempo que vivió. Murió muy cristianamente. Eramos tres hermanas y nueve hermanos.
Santa Teresa de Jesús (1515-1582), El libro de la vida, capítulo 1.

El siglo XVI fue de prosperidad económica, o al menos de un extraordinario dinamismo financiero y mercantil, desencadenado por la colonización española de América y los intercambios con el resto de Europa. El aumento del consumo en España, que la producción interna no era capaz de satisfacer, generó una inflación que se ha llegado a denominar revolución de los precios. El notable incremento de la población contribuyó decisivamente a sostener esos procesos económicos. Las tasas anuales de crecimiento debieron ser del orden del 0,6% en los años centrales del siglo (los de mayor crecimiento), algo más en Castilla y quizá la mitad en Aragón y Cataluña, correspondiendo las tasas más altas (un 0,9%) a Valencia y Navarra. La tasa media tuvo que ser necesariamente menor: con un 0,4% se incrementa un 50% la población, que es el crecimiento estimado para todo el siglo. El mayor aumento se dio en las ciudades, objeto de una inmigración continua. Sevilla se convirtió posiblemente en la más poblada del mundo a mediados de siglo. La sociedad se urbanizó de manera general. Aunque los núcleos rurales pudieron no ganar tanta población (o incluso estancarse o entrar en declive en algunos casos), se produjeron roturaciones generalizadas por la presión de los agricultores sobre las tierras de pasto o de otros usos, lo que permitió alimentar a una población creciente, aunque siempre en el límite de la subsistencia. La llamada "hambre de tierras" presionaba para la repoblación de los despoblados medievales y suscitaba conflictos sociales y jurídicos. Aunque hubo algunos episodios de mortalidad catastrófica (la peste de 1507, el tifus de 1557, el hambre de 1570, el catarro de 1580, la peste atlántica de 1596-1602, etc.), en perspectiva secular fueron menos importantes que en el periodo anterior y que en el posterior. También se incrementó la emigración transpirenaica, que compensó la salida de un importante contingente de emigrantes hacia América. La natalidad debió crecer: se detecta un incremento de la fecundidad legítima por la una disminución en la edad de los matrimonios (por ejemplo, entre los moriscos), y también se incrementa la natalidad ilegítima en las ciudades. No obstante, comienzan las quejas por la expansión del clero, especialmente de las órdenes religiosas, que acumulan propiedades rurales y urbanas, privan de recursos impositivos a los concejos y a la monarquía y disminuyen la nupcialidad. Se sabe muy poco sobre la mortalidad ordinaria; y solamente se supone que el crecimiento demográfico se debió al aumento de la fecundidad y a la inmigración.
Las estimaciones historiográficas de la población española de finales del siglo XVI son enormemente discrepantes (van de los seis millones seiscientos mil a los nueve millones novecientos mil habitantes); lo que se debe esencialmente en la discrepancia a la hora de asignar un factor (que va de menos de 4 hasta 5) para convertir en habitantes el número de vecinos, que es el concepto que miden las fuentes demográficas pre-estadísticas de la época (vecindarios -que en la Corona de Aragón se venían realizando desde 1495). Entre ellas, destacan las Relaciones topográficas de Felipe II (1575), que, a pesar de ser la más ambiciosa, no dio lugar a documentación completa (se limitó a 700 poblaciones de Castilla la Nueva y otras zonas). Otra muy importante es el Libro de los millones de 1591. Los primeros registros parroquiales se remontan en algunos casos a 1528, antes incluso de las disposiciones del Concilio de Trento (1545-1563).

### SigloXVII
El hambre baja del Norte y la peste sube del Sur

En el siglo XVII la población decreció al ritmo de la crisis general. Esta etapa es mejor conocida, ya que comienzan a registrarse, sistemáticamente, los bautizos y las defunciones. De esta época son también los primeros recuentos por vecinos, los padrones municipales y los eclesiásticos; aunque son incompletos. La inconsistencia de las cifras, según son propuestas por distintos investigadores, no permiten determinar si el resultado final del siglo fue de disminución o incremento, que en todo caso no superaría el 0,1% anual, lo que supone en realidad un estancamiento de la población (aunque, acumulado significaría un millón más de habitantes). Parece que el punto de mayor declive se situaría a mediados de siglo, cuando la población de la Corona de Castilla pudo llegar a descender de un veinte a un veinticinco por ciento, y la de la Corona de Aragón de un quince a un veinte por ciento. Desde finales de siglo se comprueba que el dinamismo en la recuperación es significativo en zonas como Cataluña, la franja cantábrica y Galicia; mientras que el centro y sur peninsular permanecen deprimidos; marcando una divergencia espacial que continuará en siglos posteriores, haciendo que las zonas más densamente pobladas dejen de ser las del centro y pasen a ser las de la periferia, con la significativa excepción del crecimiento urbano de Madrid. La opulenta Sevilla entró en decadencia, y Cádiz fue sustituyendo progresivamente sus funciones hasta que a comienzos del XVIII pasó a ser el centro del comercio americano.
No cabe duda de que, por comparación con el siglo XVI, en el XVII aumentó significativamente la mortalidad catastrófica debida a las pestes y el hambre, que se hicieron crónicas, estimándose en 1.500.000 el número de víctimas de los episodios más mortíferos. La peste de 1676-1683 golpeó sobre todo a Murcia y a Andalucía. La coyuntura bélica también influyó: en Extremadura la guerra de Portugal creó un verdadero vacío demográfico. La crisis económica hizo elevar la edad del matrimonio, al tiempo que se incrementaba el celibato (se estima en cifras de hasta el 10%), por lo que la fecundidad descendió alarmantemente, como denunciaban los arbitristas. Hay testimonios de que prácticas maltusianas, que incluían el aborto y el infanticidio, estaban muy extendidas. La expulsión de los moriscos en 1609 supuso un duro golpe para la Corona de Aragón (un 16,2% de la población, con cifras muy superiores en Valencia -en otras zonas de la Monarquía menos del 2%-). La emigración a América (que se ha cuantificado en 30.000 personas entre 1598 y 1621, mientras que otras fuentes la estiman en cinco mil al año) y las continuas levas para las guerras europeas supusieron una sangría demográfica que afectaba particularmente a adultos varones, lo que feminizaba algunas zonas; efecto que se compensaba, en otras zonas, con la inmigración transpirenaica (principalmente de origen francés, pero también de otras zonas de Europa), que continuó siendo relativamente importante.

### SigloXVIII
Tantas causas influyeron en el enorme desaliento en que yacia nuestra agricultura á la entrada del presente siglo. Pero después acá los estorbos fueron á menos, y los estímulos á más. La Guerra de Sucesion, aunque por otra parte funesta, no solo retuvo en casa los fondos y los brazos que antes perecian fuera de ella, sino que atrajo algunos de las provincias extrañas y los puso en actividad dentro de las nuestras. á la mitad del siglo la paz habia ya restituido al cultivo el sosiego que no conociera jamás, y á cuyo influjo empezó á crecer y prosperar. Prosperaron con él la poblacion y la industria, y se abrieron nuevas fuentes á la riqueza pública. La legislacion, no solo mas vigilante sino también mas ilustrada, fomentó los establecimientos rústicos en Sierra Morena, en Extremadura, en Valencia y en otras partes, favoreció en todas el rompimiento de las tierras incultas, limitó los privilegios de la ganadería, restableció el precio de los granos, animó el tráfico de los frutos y produjo, en fin, esta saludable fermentacion, estos clamores que, siendo para muchos una prueba de la decadencia de nuestra agricultura, son á los ojos de la Sociedad el mejor agüero de su prosperidad y restablecimiento.
Gaspar Melchor de Jovellanos, Informe de la sociedad económica de Madrid al Real y Supremo Consejo de Castilla en el expediente de ley agraria, 1795.

El primer recuento de población que abarcó casi todo el territorio peninsular de la Monarquía Hispánica (a excepción del País Vasco), se hizo en la segunda década del siglo XVIII: El vecindario de Campoflorido, entre 1712 y 1717. Extrapolar sus datos en número de "vecinos" (1,1 millones) a estimaciones de número de habitantes es uno de los asuntos más debatidos de la historia de la demografía española: primero hay que compensar las lagunas territoriales y sociales de la documentación (no está del todo claro si incluye solo a "pecheros" o también a "hidalgos", pues las instrucciones, no del todo claras, se siguieron de forma diferente en cada circunscripción: mandó hiciese puntual vecindario en todas las ciudades, villas y lugares de la comprensión de estos Reinos ... excluyendo de él los eclesiásticos y pobres de solemnidad, y considerando por cada dos viudas un vecino ... y sin exceptuar los nobles) y luego atribuir un factor de multiplicación que suele considerarse entre cuatro y cinco; con lo que queda una cifra en el entorno de los siete millones y medio (que coincide con la estimación contemporánea de Jerónimo de Uztáriz).
En la segunda mitad del siglo se comienzan a hacer censos individuales, o de almas, en lugar de vecindarios o censos de vecinos pecheros. El Censo de 1752 que se incluye en el Catastro de Ensenada computó 6.570.499 habitantes para su ámbito de aplicación (el territorio peninsular de la corona de Castilla, excluidas las provincias vascongadas), cifra que, extrapolada al 70% (por comparación con censos posteriores) da un total para toda España de 9.400.000 habitantes. Tal cifra supone un incremento importante sobre 1717, con una tasa anual de crecimiento media de un 0,65 %. Posteriormente se efectuaron los denominados censo de Aranda (1768-1769, 9 308 804 hb.), Censo de Floridablanca (1786-1787, 10.268.110 hb.) y censo de Godoy (1797, 10 541 221 hb.). Las carencias metodológicas de estos censos hacen que estos datos hayan de ser tomados con precaución. No hay por qué suponer que la disminución de cifras entre la atribuida al censo de Ensenada y los datos reales del de Aranda corresponda a una disminución real. De hacerse el cálculo entre el censo de Ensenada y el de Godoy, supondría una reducción de la tasa anual de crecimiento media, que se situaría en el entorno del 0,25 %; pero si se hace la comparación entre las del censo de Aranda y el de Godoy, la cifra sería de un 0,4 %, similar a la que se obtendría para todo el periodo 1717-1797, y también a la que puede estimarse para el siglo XVI. En cualquier caso, las cifras han de considerarse como indicativas de una tendencia secular de crecimiento moderado.
El incremento de la población correspondió más al retorno de una fase favorable dentro del ciclo preindustrial que al comienzo del ciclo demográfico moderno (como contemporáneamente se estaba produciendo en Inglaterra y otras zonas de Europa noroccidental). La desaparición de la peste y la menor incidencia de las crisis de subsistencia supusieron que la mortalidad catastrófica no fuera suficiente para laminar los incrementos regulares de población. Las transformaciones agrícolas (introducción del maíz y la patata en algunas zonas, incremento de la superficie cultivada -la presión de los agricultores sobre los ganaderos supuso el recorte de los privilegios de la Mesta- y el planteamiento legislativo de una reforma agraria que no terminó de llevarse a la práctica) permitieron un incremento de la producción agrícola que no fue suficiente para impidedir algunas crisis de subsistencias (como la del motín de Esquilache de 1766 o la gravísima de fin de siglo, prolongada hasta la gran hambre de 1812, una de las más terribles del Antiguo Régimen, que coincidió con la guerra de Independencia). La Ilustración introdujo algunas prácticas higiénicas y sanitarias, particularmente la vacuna de la viruela. Hubo una política decididamente poblacionista, sustentada en las ideas fisiócratas, que se manifestó en la colonización de Sierra Morena con inmigrantes procedentes de Alemania. Los movimientos demográficos tradicionales (salidas hacia América y llegadas desde la Europa transpirenaica) se mantuvieron hasta la crisis final del Antiguo Régimen, al inicio del siglo XIX.

Mapa provincial que muestra la densidad de población según el censo de Floridablanca (1787).

Mapa provincial dividido según las regiones utilizadas en la tabla.

| Región                                                                                              | 1717 (Campoflorido) estimación a partir del n.º de "vecinos" | 1752 (Ensenada) | 1768 (Aranda) | 1787 (Floridablanca) |
| --------------------------------------------------------------------------------------------------- | ------------------------------------------------------------ | --------------- | ------------- | -------------------- |
| Andalucía                                                                                           | 1.310.800                                                    | 1.634.685       | 1.661.000     | 1.847.000            |
| Aragón                                                                                              | no disponible                                                | no disponible   | 530.000       | 623.000              |
| Asturias                                                                                            | no disponible                                                | no disponible   | 403.000       | 348.000              |
| Baleares                                                                                            | no disponible                                                | no disponible   | no disponible | 176.000              |
| Canarias                                                                                            | no disponible                                                | no disponible   | no disponible | 167.000              |
| Castilla la Nueva                                                                                   | 830.862                                                      | 1.002.725       | 1.131.000     | 1.142.000            |
| Castilla la Viejasin Valladolid y Palencia en las dos primeras fechasy con ellas en las dos últimas | 543.225                                                      | 822.229         | 978.000       | 1.232.000            |
| Cataluña                                                                                            | no disponible                                                | no disponible   | 878.000       | 899.000              |
| Extremadura                                                                                         | 339.956                                                      | 373.022         | 273.000       | 417.000              |
| Galicia                                                                                             | 741.744                                                      | 1.299.312       | 1.088.000     | 1.346.000            |
| Leóncon Valladolid y Palencia en las dos primeras fechasy sin ellas en las dos últimas              | 740.769                                                      | 1.166.499       | 600.000       | 628.000              |
| Murcia                                                                                              | 169.337                                                      | 272.057         | 317.000       | 338.000              |
| Valencia                                                                                            | no disponible                                                | no disponible   | 739.000       | 783.000              |
| Vascongadas y Navarra                                                                               | no disponible                                                | no disponible   | 425.000       | 535.000              |
| Total                                                                                               | no disponible                                                | no disponible   | 9.023.000     | 10.481.000           |

## Evolución de la población de las ciudades
La urbanización de la península ibérica es de muy antiguo inicio (I milenio a. C.), aunque las reclamaciones de antigüedad propias de los cronistas sean en la mayor parte de los casos míticas (pretenden remontar su fundación a los periplos de los héroes clásicos, a veces basándose en meras similitudes fonéticas). La Córdoba califal fue una de las más pobladas de su época; mientras que en el siglo XVI Sevilla y Lisboa se encontraban entre las mayores de Europa.
| Número estimado de habitantes (en miles) | Número estimado de habitantes (en miles) | Número estimado de habitantes (en miles) | Número estimado de habitantes (en miles) | Número estimado de habitantes (en miles) | Número estimado de habitantes (en miles) | Número estimado de habitantes (en miles) | Número estimado de habitantes (en miles) | Número estimado de habitantes (en miles) | Número estimado de habitantes (en miles) | Número estimado de habitantes (en miles) | Número estimado de habitantes (en miles) |
| Ciudad                                   | 800                                      | 900                                      | 1000                                     | 1200                                     | 1300                                     | 1400                                     | 1500                                     | 1600                                     | 1700                                     | 1750                                     | 1800                                     |
| Barcelona                                |                                          |                                          | 5                                        |                                          | 48                                       | 38                                       | 20                                       | 32                                       | 34                                       | 50                                       | 100                                      |
| Burgos                                   |                                          | 9                                        | 18                                       |                                          | 21                                       | 27                                       | 8                                        | 11                                       | 10                                       | 9                                        | 10                                       |
| Cádiz                                    |                                          |                                          |                                          | 1                                        | 2                                        |                                          | 2                                        | 5                                        | 40                                       | 60                                       | 70                                       |
| Córdoba                                  | 160                                      | 200                                      | 300                                      | 60                                       | 60                                       | 40                                       | 35                                       | 31                                       | 31                                       | 34                                       | 40                                       |
| Granada                                  | 15                                       |                                          | 26                                       | 60                                       | 150                                      | 100                                      | 70                                       | 69                                       | 70                                       | 70                                       | 70                                       |
| Madrid                                   |                                          |                                          |                                          |                                          | 3                                        |                                          | 3                                        | 65                                       | 140                                      | 160                                      | 168                                      |
| Málaga                                   |                                          |                                          | 17                                       | 15                                       | 40                                       | 40                                       | 42                                       | 11                                       | 30                                       | 36                                       | 49                                       |
| Murcia                                   | 10                                       |                                          | 19                                       |                                          | 15                                       |                                          | 25                                       | 17                                       | 26                                       | 32                                       | 40                                       |
| Palma                                    |                                          |                                          | 35                                       |                                          |                                          | 12                                       | 13                                       | 35                                       | 40                                       | 32                                       | 34                                       |
| Sevilla                                  | 30                                       | 40                                       | 90                                       | 80                                       | 90                                       | 70                                       | 43                                       | 135                                      | 72                                       | 66                                       | 96                                       |
| Toledo                                   | 25                                       |                                          | 37                                       | 35                                       | 42                                       | 45                                       | 32                                       | 65                                       | 23                                       | 20                                       | 20                                       |
| Valencia                                 |                                          |                                          | 15                                       | 26                                       | 44                                       | 36                                       | 42                                       | 65                                       | 50                                       | 60                                       | 80                                       |
| Valladolid                               |                                          |                                          | 6                                        |                                          | 25                                       |                                          | 30                                       | 41                                       | 18                                       | 19                                       | 20                                       |
| Zaragoza                                 |                                          |                                          | 17                                       | 21                                       | 15                                       | 20                                       | 20                                       | 25                                       | 30                                       | 35                                       | 43                                       |
| ---------------------------------------- | ---------------------------------------- | ---------------------------------------- | ---------------------------------------- | ---------------------------------------- | ---------------------------------------- | ---------------------------------------- | ---------------------------------------- | ---------------------------------------- | ---------------------------------------- | ---------------------------------------- | ---------------------------------------- |

| Número de vecinos pecheros en algunas localidades | Número de vecinos pecheros en algunas localidades | Número de vecinos pecheros en algunas localidades | Número de vecinos pecheros en algunas localidades | Número de vecinos pecheros en algunas localidades | Número de vecinos pecheros en algunas localidades | Número de vecinos pecheros en algunas localidades | Número de vecinos pecheros en algunas localidades | Número de vecinos pecheros en algunas localidades | Número de vecinos pecheros en algunas localidades | Número de vecinos pecheros en algunas localidades | Número de vecinos pecheros en algunas localidades |
| Ciudad (población total estimada en 1600)         | 1530                                              | 1594                                              | 1646                                              | 1694                                              |                                                   |                                                   |                                                   |                                                   |                                                   |                                                   |                                                   |
| Badajoz14.000                                     | 2.000                                             | 2.805                                             | 1.243                                             |                                                   |                                                   |                                                   |                                                   |                                                   |                                                   |                                                   |                                                   |
| Jaén28.000                                        | 4.253                                             | 5.595                                             | 3.787                                             |                                                   |                                                   |                                                   |                                                   |                                                   |                                                   |                                                   |                                                   |
| León                                              | 1.100                                             | 3.397                                             | 600                                               | 662                                               |                                                   |                                                   |                                                   |                                                   |                                                   |                                                   |                                                   |
| Medina del Campo                                  | 3.872                                             | 2.760                                             | 650                                               | 942                                               |                                                   |                                                   |                                                   |                                                   |                                                   |                                                   |                                                   |
| Santiago de Compostela5.000                       | 1.076                                             | 984                                               |                                                   |                                                   |                                                   |                                                   |                                                   |                                                   |                                                   |                                                   |                                                   |
| Salamanca25.000                                   | 2.459                                             | 4.953                                             | 2.965                                             | 2.416                                             |                                                   |                                                   |                                                   |                                                   |                                                   |                                                   |                                                   |
| Segovia                                           | 2.850                                             | 5.548                                             |                                                   | 1.625                                             |                                                   |                                                   |                                                   |                                                   |                                                   |                                                   |                                                   |
| ------------------------------------------------- | ------------------------------------------------- | ------------------------------------------------- | ------------------------------------------------- | ------------------------------------------------- | ------------------------------------------------- | ------------------------------------------------- | ------------------------------------------------- | ------------------------------------------------- | ------------------------------------------------- | ------------------------------------------------- | ------------------------------------------------- |

## Minorías y marginados
En la sociedad española no han faltado las minorías étnicas marginadas y perseguidas. Los judíos y los moriscos sufrieron pogromos y fueron expulsados en 1492 y 1609 respectivamente. Los guanches se vieron abocados a un verdadero etnocidio, resultado inevitable del choque cultural, la aculturación y una crisis demográfica masiva, cercana a la extinción demográfica (alta mortalidad, que incluyó muchos suicidios, y privación del acceso a la reproducción, sobre todo a los varones, en beneficio de la emigración peninsular).
Otras minorías internas y racialmente indistinguibles del resto de la población fueron marginadas por sus hábitos, costumbres u origen diferentes, como los agotes, los pasiegos, los vaqueiros de alzada, los soliños, los maragatos, los brañeros o los hurdanos.
Los gitanos llegaron en el siglo XV como población nómada. La incompatibilidad del mantenimiento de ese modo de vida frente al de la sociedad dominante fue determinando su consideración de vagabundos y medidas de discriminación legal y represión que alcanzaron su punto culminante con la Gran Redada de 1749; tras la que se optó por medidas de asimilación y sedentarización a partir del decreto de 1783. En la época se calculó su número en unos doce mil.
La población marginal, vagabunda y mendicante, siempre fue de difícil cuantificación, aunque aumentó en época de crisis, como denunciaba la literatura picaresca (que, no obstante, se inicia en plena época de auge del siglo XVI). De esta población se nutren las levas para el ejército. Las leyes de vagos les obligaban a trabajar por poco dinero en obras públicas. Los conventos les ofrecen la sopa boba y los hospicios acogen a los huérfanos, que cuando alcanzan una mínima edad son puestos bajo el control de los gremios de oficios útiles. La población reclusa (el primer año con estadística es 1860 -18.445 hombres y 1.928 mujeres-) tenía en el Antiguo Régimen destinos peores que las cárceles ordinarias, como los presidios de África, las galeras o el trabajo en las minas de Almadén (que para la mayor parte suponía la muerte en pocos años).
La esclavitud fue un fenómeno de poca importancia, aunque no faltaron esclavos en la península. Fue más importante durante la reconquista, pero una vez terminada disminuyó rápidamente. A finales del siglo XVI podía haber en España unos 50.000 esclavos, concentrados en Sevilla, mayoritariamente. La crisis del siglo XVII casi terminó con el fenómeno. En el siglo XVIII los esclavos en la península eran una anécdota.